# Eduardo Ulibarri
Eduardo Ulibarri Bilbao (San Juan de los Remedios, Cuba, 3 de febrero de 1952) es un periodista, académico, diplomático y consultor costarricense, especializado en análisis sociopolítico, libertad de expresión y estrategias de comunicación.  A pesar de que se jubiló oficialmente en 2015 como catedrático de la Universidad de Costa Rica, se mantiene activo en múltiples actividades profesionales.

## Vida
Eduardo Ulibarri dejó su Cuba natal junto a su padre en 1966 a los 14 años, y se trasladó a Costa Rica. Su madre y hermano mayor se les unieron dos años después. En 1970 adoptó la ciudadanía costarricense. Está casado con María del Rocío Fernández Salazar, periodista en temas culturales, y tienen dos hijos: Fernando y Daniel.

## Carrera profesional
Obtuvo su bachillerato y una licenciatura en comunicación en la Universidad de Costa Rica (1973), y una maestría en periodismo de la Universidad de Misuri-Columbia (1976). 
Fue director del periódico La Nación desde 1982 hasta 2003. A partir de esa fecha ha desarrollado como articulista, conferencista, académico y consultor independiente en comunicaciones estratégicas y análisis sociopolítico. 
En junio de 2010 fue nombrado como Embajador y Representante Permanente de Costa Rica ante las Naciones Unidas, en Nueva York, cargo en el que se desempeñó hasta junio de 2014. En la ONU ocupó por dos años la presidencia del Comité de Información, y tuvo participación en el proceso negociador que condujo a la aprobación del Tratado sobre Comercio de Armas.
A partir de 1976 se ha desempeñado como profesor de periodismo en la Escuela de Ciencias de la Comunicación Colectiva, de la Universidad de Costa Rica. También imparte lecciones en la Universidad Lead, de San José, Costa Rica.
Ocupó la presidencia de la Comisión de Libertad de Prensa de la Sociedad Interamericana de Prensa entre 1991 y 1994 y fue el principal redactor de la “Declaración de Chapultepec” sobre libertad de expresión. Además es miembro del Consejo Consultivo del International Center for Journalists, de Washington, D.C., en cuya directiva fungió entre 1993 y 2003.
Ocupa la vicepresidencia de la Fundación Costa Rica por Siempre (http://costaricaporsiempre.org) dedicada a temas ambientales. Es miembro de las juntas directivas de la Fundación Museos del Banco Central (https://museosdelbancocentral.org) y de la Asociación Estado de Derecho, además de asociado de la Academia de Centroamérica https://www.academiaca.or.cr). En el ámbito empresarial, forma parte de la directiva de Aldesa Corporación de Inversiones (https://www.aldesa.com/es Archivado el 4 de julio de 2017 en Wayback Machine.) y del Consejo Consultivo de Colliers International en Costa Rica (http://www.colliers.com/es-cr/costarica).
Es autor de libros sobre periodismo y temas de actualidad. Entre ellos están "Periodismo para nuestro tiempo" (editorial Libro Libre, 1988), "Idea y vida del reportaje" (editorial Trilla, 1994), "La ONU que yo viví" (editorial Aguilar, 2015), sobre sus experiencias como embajador en la organización, y "Costa Rica global: pilares y horizontes de nuestra acción en el mundo" (Academia de Centroamérica, 2017). Este último analiza la proyección internacional de Costa Rica desde una perspectiva analítica.

## Caso "Aldesa"
El 10 de junio de 2019, las autoridades costarricenses detienen a Javier Chaves, presidente de ALDESA luego de que Ministerio Público realizara doce allanamientos en oficinas y viviendas en busca de prueba, luego de que empresa declarara imposibilidad de pagos a 500 clientes que invirtieron $200 millones.  La vivienda de Eduardo Ulibarri Bilbao fue allanada por varios agentes del Organismo de Investigación Judicial y el Ministerio Público de Costa Rica para determinar su participación en la comisión de presuntos delitos de estafa mayor, administración fraudulenta, libramiento de cheques sin fondos, autorización y publicación de balances falsos, autorización de actos indebidos e incumplimiento de deberes en contra de más de 500 inversionistas. El caso continua en investigación por parte de la  Fiscalía de Delitos Económicos, Tributarios, Aduaneros y Propiedad Intelectual de Costa Rica.

## Reconocimientos
| Premio                                                    | País           | Entidad                                             | Año  |
| --------------------------------------------------------- | -------------- | --------------------------------------------------- | ---- |
| Medalla por Servicios Distinguidos en Periodismo          | Estados Unidos | Universidad de Misuri                               | 1989 |
| Premio María Moors Cabot                                  | Estados Unidos | Universidad de Columbia                             | 1996 |
| Premio Nacional de Periodismo                             | Costa Rica     |                                                     | 1999 |
| Premio ALACOP                                             | Argentina      | Asociación Latinoamericana de Consultores Políticos | 2002 |
| Semana de los Profesionales en Comunicación (Dedicatoria) | Costa Rica     | Colegio de Periodistas                              | 2003 |